# 送り倒し
送り倒し（おくりたおし）とは、相撲の決まり手の一つである。相手の背後に回り込み、土俵上か土俵の外へ相手を前方に這わせるように倒す技。
2000年3月場所千秋楽、この一番に悲願の幕内初優勝がかかった前頭14枚目・貴闘力が、星ひとつの差で追う関脇・雅山（現・二子山）に、土俵際まであっけなく押し込まれながらも右足一本で辛うじて残し、この技で雅山に逆転勝ちして涙の初優勝を決めた。ちなみにこの時の貴闘力の優勝は、大相撲史上初の幕尻優勝であり、さらに年6場所制になってからは、共に当時の史上最年長（32歳5ヶ月）及び初土俵から最長場所数（102場所目）での幕内初優勝であった（現在は共に2012年5月場所優勝の旭天鵬が更新）。2016年7月場所では3日目に栃煌山が横綱・鶴竜に、2017年1月場所では10日目に石浦が千代翔馬に対して決めた。